# ノニ・マドゥエケ
ノニ・マドゥエケ（Noni Madueke）ことチュクウノンソ・トリスタン・マドゥエケ（Chukwunonso Tristan Madueke、2002年3月10日 - ）は、イングランド出身のプロサッカー選手。アーセナルFC所属。イングランド代表。ポジションはフォワード、ミッドフィールダー。

## 経歴

### クラブ
クリスタル・パレス、トッテナム・ホットスパーの下部組織を経て、2018年にオランダのPSVへと移った。2年目の2019-20シーズンにヨングPSVに昇格し、2019年8月26日、マーストリヒト戦でプロデビュー。
2020年1月19日、リーグ第19節のVVVフェンロー戦でトップチームデビュー。3月10日には2024年6月まで契約を延長した。3月14日、正式にトップチームに昇格したことで、オランダへ渡りわずか1年半で下部組織からトップチームに加わることになった。
2023年1月20日、7年半契約でイングランドのチェルシーに移籍。移籍金は2,900万ポンドと報じられた。
2025年7月18日、アーセナルに移籍。長期契約での加入とされており移籍金の額は非公開だが、ESPNによれば、5年契約で移籍金は4,800万ポンド+出来高ボーナス400万ポンドとされている。

### 代表
2017年からイングランドの世代別代表に召集され、UEFA U-17欧州選手権（2019）、UEFA U-21欧州選手権（2021、2023）などに出場し、後者では優勝メンバーの一員となった。
2024年9月10日、UEFAネイションズリーグのフィンランド戦でA代表初出場。この試合でハリー・ケインへのアシストを記録した。

## 人物
ナイジェリア出身の両親のもと、ロンドンで生まれ育った。
マンチェスター・ユナイテッドのファンで、憧れていた選手はクリスティアーノ・ロナウド。幼少期はウイングではなく主にセントラルMFとしてプレイしていた。
PSVのU-19チームに所属していた当時、監督を務めていたルート・ファン・ニステルローイから直接指導を受けており、9番のポジションでもプレイできるようになったと述べている。

## 個人成績

### クラブ
| 国内大会個人成績 | 国内大会個人成績 | 国内大会個人成績 | 国内大会個人成績 | 国内大会個人成績 | 国内大会個人成績 | 国内大会個人成績 | 国内大会個人成績 | 国内大会個人成績 | 国内大会個人成績 | 国内大会個人成績 | 国内大会個人成績 |
| 年度             | クラブ           | 背番号           | リーグ           | リーグ戦         | リーグ戦         | リーグ杯         | リーグ杯         | オープン杯       | オープン杯       | 期間通算         | 期間通算         |
| 年度             | クラブ           | 背番号           | リーグ           | 出場             | 得点             | 出場             | 得点             | 出場             | 得点             | 出場             | 得点             |
| オランダ         | オランダ         | オランダ         | オランダ         | リーグ戦         | リーグ戦         | リーグ杯         | リーグ杯         | KNVBカップ       | KNVBカップ       | 期間通算         | 期間通算         |
| ---------------- | ---------------- | ---------------- | ---------------- | ---------------- | ---------------- | ---------------- | ---------------- | ---------------- | ---------------- | ---------------- | ---------------- |
| 2019-20          | PSV              | 56               | エールディヴィジ | 4                | 0                | -                | -                | 0                | 0                | 4                | 0                |
| 2020-21          | PSV              | 23               | エールディヴィジ | 24               | 7                | -                | -                | 1                | 1                | 25               | 8                |
| 2021-22          | PSV              | 10               | エールディヴィジ | 18               | 3                | -                | -                | 2                | 1                | 20               | 4                |
| 2022-23          | PSV              | 10               | エールディヴィジ | 5                | 1                | -                | -                | 1                | 1                | 6                | 2                |
| イングランド     | イングランド     | イングランド     | イングランド     | リーグ戦         | リーグ戦         | FLカップ         | FLカップ         | FAカップ         | FAカップ         | 期間通算         | 期間通算         |
| 2022-23          | チェルシー       | 31               | プレミアリーグ   | 12               | 1                | -                | -                | -                | -                | 12               | 1                |
| 2023-24          | チェルシー       | 11               | プレミアリーグ   | 23               | 5                | 5                | 2                | 6                | 1                | 34               | 8                |
| 2024-25          | チェルシー       | 11               | プレミアリーグ   | 32               | 7                | 1                | 0                | 1                | 0                | 34               | 7                |
| 2025-26          | アーセナル       | 20               | プレミアリーグ   |                  |                  |                  |                  |                  |                  |                  |                  |
| 通算             | オランダ         | オランダ         | エールディヴィジ | 51               | 11               | -                | -                | 4                | 3                | 55               | 14               |
| 通算             | イングランド     | イングランド     | プレミアリーグ   | 67               | 13               | 6                | 2                | 7                | 1                | 80               | 16               |
| 総通算           | 総通算           | 総通算           | 総通算           | 118              | 24               | 6                | 2                | 11               | 4                | 135              | 30               |

### 代表
| イングランド代表 | 国際Aマッチ | 国際Aマッチ |
| 年               | 出場        | 得点        |
| ---------------- | ----------- | ----------- |
| 2024             | 5           | 0           |
| 2025             | 1           | 0           |
| 通算             | 6           | 0           |

## タイトル

### クラブ
PSVアイントホーフェン
- ヨハン・クライフ・スハール（2021）
- KNVBカップ（2021-22）

チェルシー
- UEFAカンファレンスリーグ（2024-25）[12]

### 代表
U-21イングランド代表
- UEFA U-21欧州選手権（2023）[7]